# Frank Calder (Eishockeyfunktionär)

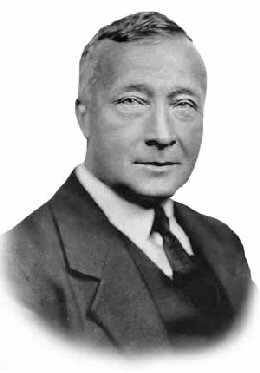
Frank Calder (Eishockeyfunktionär).

Frank Sellick Calder (* 17. November 1877 in Bristol, England; † 4. Februar 1943 in Montreal, Québec, Kanada) war ein englischer Sportjournalist, Sportfunktionär und der erste Präsident der National Hockey League.

## Karriere
Als Sohn schottischer Eltern wurde Calder in England geboren. Zum Anfang des 20. Jahrhunderts zog er nach Montreal, um dort als Privatlehrer zu arbeiten. Nach wenigen Jahren gab er diesen Beruf auf und arbeitete als Sportjournalist für die Montreal Witness, aus der später der Montreal Herald wurde. Als junger Mann war er aktiv bei Fußball, Rugby, Golf, Handball und Cricket und zeigte dort auch seine Neigung zum Funktionär. So war er in Montreal an der Gründung einer Schulliga im Rugby maßgeblich beteiligt und organisierte eine regionale Football-Liga.
Als George Kennedy, der damalige Besitzer der Montréal Canadiens, Calder kennenlernte, war er von seiner offenen Art so beeindruckt, dass er sich dafür einsetzte, dass Calder einen Posten bei der National Hockey Association bekam. Als die Liga 1917 aufgelöst wurde und man die National Hockey League gründete, war sich die überwiegende Mehrheit der Verantwortlichen einig, dass Calder Präsident der neuen Liga sein sollte.
Als eine seiner ersten Handlungen bemühte er sich zum Start der neuen Liga, auch ein Team in Toronto zu haben, und holte die Toronto Arenas in die NHL. Er war maßgeblich bei der Erweiterung der Liga in die Vereinigten Staaten beteiligt und prüfte die Aufnahmeanträge von so namhaften Clubs wie den Boston Bruins und den Chicago Blackhawks. In seine Amtszeit fielen auch Wirtschaftskrisen und der Beginn des Zweiten Weltkriegs. Durch geschicktes Handeln manövrierte Calder die Liga durch diese schweren Zeiten und sorgte dafür, dass der Liga kein größerer Schaden entstand.
Er war auch die treibende Kraft für die beiden ersten NHL All-Star Games zu Gunsten von Ace Bailey und Howie Morenz und signalisierte dabei, dass die Liga sich für die Belange ihrer Spieler einsetzte.
1943 ehrte man ihn anlässlich des 25-jährigen Bestehens der Liga, doch er war von den Anstrengungen, die er für die Liga auf sich nahm, körperlich angeschlagen. Gerade der Versuch, die Belange der Liga mit den Erfordernissen, die das Militär zu Kriegszeiten an das Land stellte, in Einklang zu bringen, hatten ihn sehr erschöpft. Bei einem Treffen der Liga erlag er den Folgen eines Herzinfarktes.
Bereits seit 1933 ehrte Calder den besten Nachwuchsspieler der Liga. Nach seinem Tod wurde die Calder Memorial Trophy, die zuvor nur als Calder Trophy bezeichnet wurde, zur Fortführung dieser Tradition eingeführt. Auch die American Hockey League ehrte Calder, indem sie jährlich den Calder Cup an den Champion der Liga vergibt.
Calder liegt auf dem Friedhof Mont-Royal in Montreal begraben. 1947 wurde er mit der Aufnahme in die Hockey Hall of Fame geehrt.